# Saturnus (Band)
Saturnus ist eine 1991 unter dem Namen Assesino gegründete dänische Doom-Metal-Band. Bis zum Jahre 1996 spielte die Band hauptsächlich Death Metal, was sich aber seit einem gemeinsamen Konzert mit My Dying Bride änderte.

## Bandgeschichte
Im Jahr 1991 gründete Leadsänger Thomas A. G. Jensen gemeinsam mit dem Bassisten Brian Hansen die Death-Metal-Band Assesino. Sie fanden einen Gitarristen und einen Schlagzeuger, die jedoch nicht lange in der Band verweilen. Die folgenden Jahre waren geprägt von einem regen Musikerwechsel.
Im Jahr 1993 nahm die Band zum ersten Mal an einem Band-Wettbewerb teil und belegte prompt den zweiten Platz. Kurz darauf erfolgte jedoch die Trennung. Doch Thomas A. G. Jensen, Brian Hansen und Kim Sindahl fanden einen neuen Schlagzeuger, mit dem es mit Assesino weitergehen konnte – Jesper Saltoft. Doch einen Monat später drehte sich das Bandkarrussel erneut und Kim Sindahl verließ die Band. Für ihn kam Mikkel Andersen und ein Keyboarder fand sich gleich auch noch, Anders Ro Nielsen. Daraufhin wurde der Bandname in Saturnus geändert.
Im Jahr 1994 stieß Gitarrist Kim Larsen dazu. Die Musik wurde unter den neu hinzugekommenen Bandmitgliedern etwas „doomiger“, was den Grundstein für die aktuelle Musik von Saturnus legte. Im Jahr 1995 verließ Mikkel Andersen die Band knapp zwei Jahre nach seinem Einstieg wieder, blieb ihr aber insofern treu, als er weiterhin mit dem Schreiben der Texte betraut wurde. Die Band spielte zahlreiche Gigs in Kopenhagen mit anderen dänischen Metal-Bands.
Zu Beginn des Jahres 1996 fand der Gig von Saturnus statt, der die zukünftige musikalische Ausrichtung der Band definierte – das Konzert mit den Briten von My Dying Bride. Von da an ließ sich der Stil von Saturnus als eine Mischung aus Doom- und Gothic Metal definieren. Zum Ende des Jahres unterzeichneten Saturnus einen Vertrag bei dem Label Euphonious Records, einer Tochterfirma von Voices of Wonder.
Im Januar 1997 kam das Album Paradise Belongs to You auf den Markt, was den Bekanntheitsgrad der Formation steigerte. Kurz darauf wurde das Sextett mit dem Gitarristen Morten Skrubbeltrang wieder komplett. Sie spielten in der ersten Hälfte des Jahres viele Konzerte, u. a. ein Fünf-Stunden-Konzert in der St. Stefan’s Church an Karfreitag. Am 29. Juni 1997 traten sie im Rahmen des Roskilde-Festivals vor insgesamt über 3000 Fans auf, was von dem norwegischen Radiosender NRK aufgezeichnet wurde.
Im Jahr 1998 erschien die Mini-CD For the Loveless Lonely Nights. Im August verließ Morten Skrubbeltrang auch schon wieder die Band und wurde durch Peter Poulsen ersetzt.
Im Jahr 1999 wurde das bis dahin bekannteste Album der Band von dem in der Metal-Szene einschlägig bekannten Produzenten Flemming Rasmussen (unter anderem Metallicas Ride the Lightning, Master of Puppets und …And Justice for All) aufgenommen, das ursprünglich noch in demselben Jahr veröffentlicht werden sollte, was aus – wie es auf der offiziellen Homepage der Band heißt – „seltsamen Gründen“ nicht geschah. In der zweiten Hälfte des Jahres gingen sie wieder auf Tour, bei der es offenbar zu internen Auseinandersetzungen gekommen sein muss, denn Ende des Jahres verließen Kim Larsen, Gründungsmitglied Brian Hansen und Jasper Saltoft die Band.
Im Jahr 2000 gewann die Band neue Musiker dazu: Morten Plenge am Schlagzeug, Tais Pedersen an der Gitarre und Peter Heede am Bass. Am 10. Januar erschien endlich das im Vorjahr produzierte Album Martyre.
Nach fünfjähriger Pause erschien im Mai 2006 der Nachfolger von Martyre: Veronika Decides to Die bei grau Records.
Nachdem das Lineup im Jahr 2009 bis auf Thomas Jensen und Brian Hansen fast zusammenbrach, erschien im November 2012 mit neuen Bandmitgliedern das neue Album Saturn in Ascension.

## Diskografie
- 1994 – Demo
- 1997 – Paradise Belongs to You
- 1998 – For The Loveless Lonely Nights
- 2000 – Martyre
- 2006 – Veronika Decides to Die
- 2012 – Saturn in Ascension
- 2023 – The Storm Within